# Mordy (gmina)
Mordy – gmina miejsko-wiejska w województwie mazowieckim, w powiecie siedleckim. W latach 1975–1998 gmina położona była w województwie siedleckim.
Siedziba gminy to Mordy.
Według danych z 30 czerwca 2004 gminę zamieszkiwało 6400 osób.

## Struktura powierzchni
Według danych z roku 2002 gmina Mordy ma obszar 170,17 km², w tym:
- użytki rolne: 74%
- użytki leśne: 19%

Gmina stanowi 10,61% powierzchni powiatu.

## Demografia

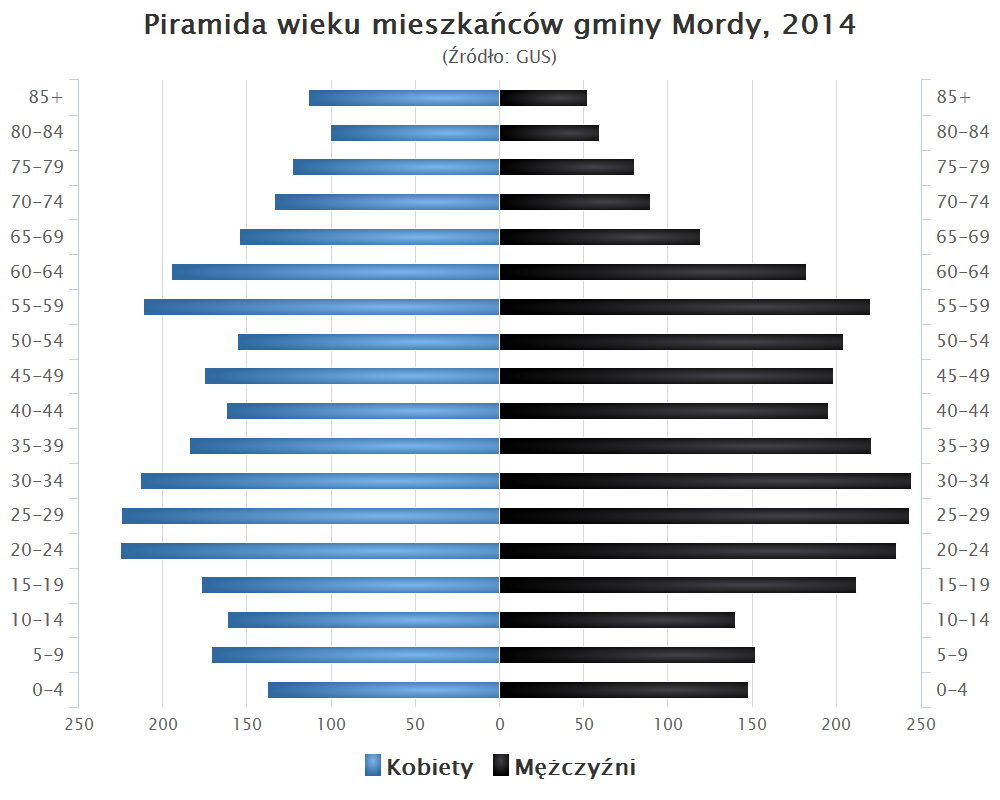
Piramida wieku mieszkańców gminy Mordy w 2014 roku

Dane z 30 czerwca 2004:
| Opis                              | Ogółem | Ogółem | Kobiety | Kobiety | Mężczyźni | Mężczyźni |
| --------------------------------- | ------ | ------ | ------- | ------- | --------- | --------- |
| jednostka                         | osób   | %      | osób    | %       | osób      | %         |
| populacja                         | 6400   | 100    | 3208    | 50,1    | 3192      | 49,9      |
| gęstość zaludnienia (mieszk./km²) | 37,6   | 37,6   | 18,9    | 18,9    | 18,8      | 18,8      |

## Burmistrzowie
- Łukasz Albin Wawryniuk[7] (od 2024)[8]
- Jan Paweł Ługowski (2014–2024)[9][10]
- Mirosław Łukowski (w 2014, p.o.)[11]
- Jerzy Wąsowski (2010–2014)[12]
- Andrzej Piotrowski (2002–2010)[13][14]

## Sołectwa
Czepielin, Czepielin-Kolonia, Czołomyje, Doliwo, Głuchów, Klimonty, Krzymosze, Leśniczówka, Ogrodniki, Olędy, Pieńki, Pióry-Pytki i Ostoje, Pióry Wielkie, Płosodrza, Ptaszki, Radzików-Kornica, Radzików-Oczki, Radzików-Stopki, Radzików Wielki, Rogóziec, Sosenki-Jajki, Stara Wieś, Stok Ruski, Suchodołek, Suchodół Wielki, Wielgorz, Wojnów, Wólka-Biernaty, Wólka Soseńska, Wyczółki
Wieś baz statusu sołectwa to Ostoje.

## Sąsiednie gminy
Łosice, Olszanka, Paprotnia, Przesmyki, Siedlce (gmina wiejska), Suchożebry, Zbuczyn